# インディアン航空
インディアン航空（Indian Airlines）はかつて存在したインドの国営航空会社。インド国内線、近距離国際線を担当していた。2007年に同じインド国営航空会社のエア・インディアと経営統合し、同社傘下の航空会社として存続したが、2011年2月にエア・インディアへ吸収合併され消滅した。ニューデリーのエアラインズ・ハウスに本社を構えていた。

## 歴史
1953年、航空会社法に基づき設立。
2005年に株式公開を実施。
2007年、エア・インディアと経営統合。
2011年2月、エア・インディアと完全合併。

## 保有していた機材
- エアバスA300B2、B4
- エアバスA319
- エアバスA320
- エアバスA321
- ボーイング737-200、-200F
- シュド・カラベル
- フォッカーF27
- ツポレフTu-154B(アエロフロート・ロシア航空とウズベキスタン航空からそれぞれ1機ずつリース)

インディアン航空のエアバスA320には特別仕様機が存在した。同社が運行していた約50機の内19機はメインギアがダブルボギー仕様となっている。理由として当時インド国内の空港では、滑走路や誘導路の質が悪く従来型で運航した場合、アスファルトにかかる負荷が大きくなってしまい、アスファルトの剥離やタイヤがめり込んでしまうため、負荷が分散されるようにするために特別仕様機が納入された。
その後、これら機材は同社がエア・インディアと併合した際に引き継がれ運航されたのち、経年化によって全機が退役した。また、インド国内の空港の整備も進んだためダブルボギー仕様のエアバスA320は以後製造されていない。

## 事故
- 1988年10月19日、インディアン航空113便（ボーイング737-2A8）がアフマダーバード空港への進入中に墜落。乗員乗客135人中133人が死亡した。
- 1990年2月14日、インディアン航空605便（エアバス A320-231）がHAL バンガロール空港手前に墜落。搭乗者146人中92人が死亡した。
- 1991年8月16日、インディアン航空257便（ボーイング737-2A8 Advanced）がインパール空港への降下中に墜落し、乗員乗客69人全員が死亡した。
- 1993年1月9日、ウズベキスタン航空により運航されていたインディアン航空840便（Tu-154B-2）がインディラ・ガンディー国際空港で着陸に失敗。機体は反転したものの、乗員乗客165人に死者はなかった。

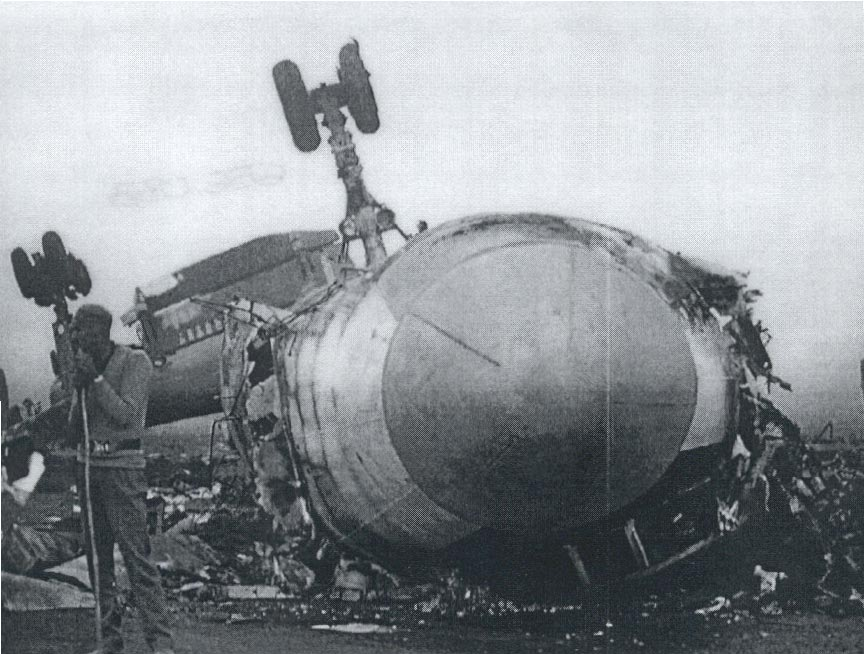
着陸に失敗した840便